# Рогачёвский район
Рогачёвский район (бел. Рагачоўскі раён) — административная единица на севере Гомельской области Республики Беларусь. Административный центр — город Рогачёв.
Численность населения — 49 697 человек (на 1 января 2025 года).

## Административное устройство
В районе 17 сельсоветов:
- Болотнянский
- Гадиловичский
- Городецкий
- Дворецкий
- Довский
- Журавичский
- Заболотский
- Запольский
- Зборовский
- Звонецкий
- Кистенёвский
- Курганский
- Озеранский
- Поболовский
- Старосельский
- Столпнянский
- Тихиничский

Упразднённые сельсоветы:
- Лучинский

## География
Площадь района составляет 2100 км² (7-е место), около 32 % территории приходится на леса, преимущественно хвойные, березовые, дубовые и осиновые. Район граничит с Бобруйским, Быховским, Славгородским и Кировским районами Могилёвской области, а также с Буда-Кошелёвским, Жлобинским и Кормянским районами Гомельской области.
Основные реки — Днепр и его притоки Друть, Добрица, Добосна, Рокотун, Ржавка и Гутлянка. Основные озера — Святое, Крушиновское, Доброе и Большое Комарино.

## Геральдика
Герб и флаг утверждены решением районного Совета депутатов от 4 мая 2001 года № 13-4. Зарегистрированы в Гербовом матрикуле Республики Беларусь 18 мая 2001 года № 62.

## История
Район образован 17 июля 1924 года, до 26 июля 1930 года входил в состав Бобруйского округа, в дальнейшем район прямого подчинения, с 20 февраля 1938 года в составе Гомельской области. 20 августа 1924 года разделён на 15 сельсоветов: Гадиловичский, Дворецкий, Заболотский, Запольский, Збаровский, Кистеневский, Крушиновский (в разных источниках упоминается также как Большекрушиновский, Великокрушиновский), Лусинский, Мадорский, Озеранский, Поболовский, Сверженский, Станьковский, Старосельский, Тихиничский. 21 августа 1925 года образован Осовникский (Осовичский, Осовицкий) сельсовет.
4 августа 1927 года присоединена территория упразднённого Городецкого района, включавшая Вишенский, Городецкий, Курганский, Малострелковский, Меркуловичский, Приборский, Святский (Святковский), Столпненский сельсоветы. 8 июля 1931 года присоединён Довский сельсовет упразднённого Журавичского района, 15 декабря 1931 года присоединён Звонецкий сельсовет Быховского района.
12 февраля 1935 года Довский, Звонецкий, Курганский, Малострелковский (26 мая 1935 года передан Журавичскому району), Сверженский сельсоветы переданы новообразованному Довскому району, Осовникский сельсовет — Кировскому району. 5 апреля 1936 года в состав района включён Малострелковский сельсовет Журавичского района, тогда же Приборский сельсовет передан Буда-Кошелёвскому району, Меркуловичский сельсовет — Чечерскому району. 20 апреля 1939 года Святский (Святковский) сельсовет переименован в Кировский.
29 апреля 1950 года Кировский сельсовет передан Жлобинскому району. 16 июля 1954 года ликвидированы Вишенский, Мадорский, Крушиновский сельсоветы. 17 декабря 1956 года присоединены Довский, Журавичский, Звонецкий, Куранский, Ректенский, Серебрянский сельсоветы упразднённого Журавичского района. 11 июня 1957 года Ректенский сельсовет передан Славгородскому району Могилёвской области. 
29 июня 1957 года населённые пункты Драгунск, Михаловка, Блюев и Прилеповка — из состава Великозимницкого сельского Совета Быховского района Могилёвской области перечислены в состав Журавичского сельского Совета Рогачёвского района Гомельской области.
12 января 1960 года посёлок торфопредприятия Белицкое преобразован в рабочий посёлок Белицк. 14 апреля 1960 года упразднены Кистеневский, Малострелковский, Серебрянский, Станьковский сельсоветы.
25 декабря 1962 года присоединена территория упразднённого Кормянского района, включая городской посёлок Корма, Барсуковский, Быченский, Волынецкий, Ворновский, Коротьковский, Кураковщинский, Курганицкий, Литвиновичский, Рассохский, Староградский Струкачевский, Струменский, Хлевнянский сельсоветы. 19 сентября 1963 года вновь образован Кистеневский сельсовет, упразднён Кураковщинский сельсовет. 6 января 1965 года бывшая территория Кормянского района полностью передана Чечерскому району. 25 марта 1965 года в состав района вновь включён Быченский сельсовет, одновременно переименованный в Октябрёвский, 30 июля 1966 года он передан вновь образованному Кормянскому району.
27 февраля 1978 года Рогачёв получил статус города областного подчинения.
На 1 января 1981 года район включал г. Рогачёв, р. п. Белицк и 18 сельсоветов.
1 декабря 1998 года Рогачёвский район и город Рогачёв объединены в одну административно-территориальную единицу — Рогачёвский район с административным центром город Рогачёв.

## Демография
Численность населения — 49 697 человек (на 1 января 2025 года), в том числе городское — 31 490 человек (Рогачёв — 31 490 человек), сельское — 18 207 человек.
Население района на 1 января 2023 года — 51 240 человек, в том числе в городских условиях (Рогачёв) проживают 32 029 человек, в сельских — 19 211 человек. Всего насчитывается 211 населенных пунктов.
На 1 января 2018 года 18 % населения района были в возрасте моложе трудоспособного, 52,6 % — в трудоспособном возрасте, 29,4 % — в возрасте старше трудоспособного. Средние показатели по Гомельской области — 18,3 %, 56,6 % и 25,1 % соответственно.
Коэффициент рождаемости в районе в 2017 году составил 10,9 на 1000 человек, коэффициент смертности — 14,9. Всего в 2017 году в районе родилось 619 и умерло 849 человек. Средние показатели рождаемости и смертности по Гомельской области — 11,3 и 13 соответственно, по Республике Беларусь — 10,8 и 12,6 соответственно. Сальдо миграции отрицательное (в 2017 году из района уехало на 214 человек больше, чем приехало, в 2016 году — на 409 человек).
В 2017 году в районе было заключено 330 браков (5,8 на 1000 человек, один из самых низких показателей в области) и 172 развода (3 на 1000 человек). Средние показатели по Гомельской области — 6,9 браков и 3,2 развода на 1000 человек, по Республике Беларусь — 7 и 3,4 соответственно.
| Численность населения | Численность населения | Численность населения | Численность населения | Численность населения | Численность населения | Численность населения | Численность населения |
| 1970                  | 1979                  | 1989                  | 1996                  | 2000                  | 2001                  | 2002                  | 2003                  |
| --------------------- | --------------------- | --------------------- | --------------------- | --------------------- | --------------------- | --------------------- | --------------------- |
| 75 019                | ▲75 446               | ▲77 700               | ▼73 900               | ▼69 839               | ▼68 947               | ▼67 908               | ▼66 745               |
| 2004                  | 2005                  | 2006                  | 2007                  | 2008                  | 2009                  | 2010                  | 2011                  |
| ▼65 703               | ▼64 392               | ▼63 310               | ▼62 534               | ▼61 694               | ▼61 142               | ▼60 673               | ▼60 163               |
| 2012                  | 2013                  | 2014                  | 2015                  | 2016                  | 2017                  | 2018                  | 2019                  |
| ▼59 699               | ▼59 271               | ▼58 817               | ▼58 331               | ▼57 766               | ▼57 212               | ▼56 768               | ▼56 037               |
| 2020                  | 2021                  | 2022                  | 2023                  | 2024                  | 2025                  |                       |                       |
|                       |                       |                       | ▼ 51 240              |                       | ▼49 697               |                       |                       |

| Национальный состав по переписи населения 2009 года | Национальный состав по переписи населения 2009 года | Национальный состав по переписи населения 2009 года |
| Народ                                               | Численность                                         | %                                                   |
| --------------------------------------------------- | --------------------------------------------------- | --------------------------------------------------- |
| Белорусы                                            | 55 987                                              | 91,88 %                                             |
| Русские                                             | 2994                                                | 4,91 %                                              |
| Украинцы                                            | 565                                                 | 0,93 %                                              |
| Молдаване                                           | 48                                                  | 0,08 %                                              |
| Евреи                                               | 42                                                  | 0,07 %                                              |
| Поляки                                              | 41                                                  | 0,07 %                                              |
| Татары                                              | 28                                                  | 0,05 %                                              |
| Армяне                                              | 23                                                  | 0,07 %                                              |
| Азербайджанцы                                       | 19                                                  | 0,03 %                                              |
| Узбеки                                              | 16                                                  | 0,03 %                                              |
| Литовцы                                             | 11                                                  | 0,02 %                                              |
| Болгары                                             | 10                                                  | 0,02 %                                              |
| Мордва                                              | 10                                                  | 0,02 %                                              |

По переписи 1959 года, в районе проживало 75 235 человек: 69 620 белорусов (92,54%), 3459 русских, 1331 еврей, 642 украинца, 74 поляка, 109 представителей других национальностей.

## Экономика

### Промышленность
- ОАО «Рогачёвский молочноконсервный комбинат»
- Завод «Диапректор»
- ООО "РЕМЕЗА-БелТС"
- РУП ПХП «Гомельхлебпром» филиал Рогачёвский хлебозавод ( закрыт в 2022 году)

### Сельское хозяйство
В 2017 году в сельскохозяйственных организациях под зерновые и зернобобовые культуры было засеяно 35 039 га пахотных земель, под кормовые культуры — 37 447 га, под лён — 600 га. По площади земель, занятых зерновыми культурами, район занимает второе место в Гомельской области (после Буда-Кошелёвского района) и шестое в Республике Беларусь, по площади земель под кормовыми культурами — третье в Гомельской области (после Калинковичского и Речицкого районов) и шестое в Республике Беларусь. В 2016 году было собрано 83,8 тыс. т зерновых и зернобобовых, в 2017 году — 89,8 тыс. т (урожайность — 27,3 ц/га в 2016 году и 25,6 ц/га в 2017 году). Средняя урожайность зерновых в Гомельской области в 2016—2017 годах — 30,1 и 28 ц/га, в Республике Беларусь — 31,6 и 33,3 ц/га. По сбору зерновых район занимает третье место в Гомельской области после Буда-Кошелёвского и Речицкого. В районе также было собрано 328 т льноволокна.
На 1 января 2018 года в сельскохозяйственных организациях района (без учёта личных хозяйств населения и фермеров) содержалось 51,7 тыс. голов крупного рогатого скота, в том числе 17,8 тыс. коров, а также 54,8 тыс. свиней и 95,7 тыс. голов птицы. По поголовью крупного рогатого скота и коров район занимает второе место в Гомельской области после Речицкого, по поголовью свиней — второе после Гомельского. В 2017 году было произведено 9,9 тыс. т мяса в живом весе и 91,2 тыс. т молока при среднем удое 5181 кг (средний удой с коровы по сельскохозяйственным организациям Гомельской области — 4947 кг в 2017 году), а также 15,6 млн яиц. По производству молока район занимает второе место в Гомельской области после Речицкого района.

## Образование
В 2017 году в районе действовало 37 учреждений дошкольного образования (включая комплексы «детский сад — школа») с 2,5 тыс. детей. В 2017/2018 учебном году действовало 34 учреждения общего среднего образования, в которых обучалось 6,1 тыс. учеников. Учебный процесс в школах обеспечивали 910 учителей, на одного учителя в среднем приходилось 6,7 учеников (среднее значение по Гомельской области — 8,6, по Республике Беларусь — 8,7).

## Здравоохранение
В 2017 году в учреждениях Министерства здравоохранения Республики Беларусь насчитывалось 125 практикующих врачей (22 в пересчёте на 10 тысяч человек; средний показатель по Гомельской области — 39,3, по Республике Беларусь — 40,5) и 595 средних медицинских работников. Число больничных коек в лечебных учреждениях района — 466 (в пересчёте на 10 тысяч человек — 82,1; средний показатель по Гомельской области — 86,4, по Республике Беларусь — 80,2).

## Культура

### Фестивали и культурные организации
На территории Рогачёва и Рогачёвского района функционируют музеи (Рогачёвский музей народной славы с филиалом в посёлке Ильич, музей «Лёс салдата» Рогачёвского районного центра туризма и краеведения детей и молодёжи), Дом-музей Андрея Макаёнка в Журавичах, Музей «Лучин на Днепре» в Лучин, четыре школы искусств, городской Дом культуры и 24 сельских клубных учреждения (Островский Дом ремесла, Курганский сельский Дом народного творчества, Столпнянский сельский Дом традиционной культуры, Тихиничский и Поболовский центр культуры и досуга, Кистеневский центр экологической культуры и творчества, районный центр ремесла в деревне Стреньки).
В Рогачёвском музее Народной славы собрано 28,7 тыс. музейных предметов основного фонда (четвёртый показатель в области). В 2016 году музей посетили 10,2 тыс. человек.
На базе Стреньковского центра ремёсел открыт уникальный в своём роде экологический музей «Беларуская лялька», где восстанавливают утраченные обычаи, собирая важную информацию о жизни предков. Каждый желающий может поучаствовать в мастер-классе по изготовлению обрядовых кукол. В музее проводятся лекции о изготовлении кукол-оберегов и их истинном значении.
Согласно Проекту «Живая история моего края», который направлен на развитие туристической привлекательности н. п. Зборов, на базе Зборовского сельского Дома культуры открыт экомузей «Тайны лечебных трав».
В клубных формированиях и коллективах художественной самодеятельности на сегодняшний день занимается около трёх тысяч человек. 20 лучших в профессиональном творческом плане коллективов художественной самодеятельности Рогачёвского района отмечены званиями «народный» и «образцовый». Среди них «Медуница» Поболовской ДШИ, «Надзея» Рогачёвской ДШИ, вокальный ансамбль «Пяшчота» Гадиловичского сельского Дома культуры, и «Гармония» Поболовского центра культуры и досуга, камерный ансамбль преподавателей Рогачёвской ДШИ «Канцонетта» и другие. Заслуженный коллектив Республики Беларусь вокальный ансамбль «Добры вечар» городского Дома культуры ведёт активную гастрольную деятельность, как в Беларуси, так и за её пределами.
В районе расположено 33 публичных библиотеки. Ежегодно библиотечным обслуживанием пользуются более 27 тысяч читателей. Особой популярностью пользуется Дом книги, который был торжественно открыт в рамках празднования в 2016 году Дня белорусский письменности. Единый фонд насчитывает 450 тысяч экземпляров книг, журналов и электронных изданий. При библиотеках работает 25 клубов по интересам и любительские объединения, в которых проводятся литературно-художественные вечера, читательские конференции, премьеры книг, встречи с интересными людьми и многое другое.
Один раз в год на Днепре проводится фестиваль «Зори над Днепром»[прояснить]. Этот праздник направлен на пропаганду дружбы славянских народов и развитие культурных связей между различными регионами Беларуси, Украины и России, а также поддержку давних побратимских отношений, которые существуют у Рогачёва с городами Новоград-Волынский (Украина), Котельники (Россия), Прахатице (Чехия), Молетай (Литва). Основные мероприятия проходят на берегу реки Днепр в летнем амфитеатре.

### Культурные и научные деятели
Рогачёвский район богат на талантливых людей. Здесь прошли детские и юношеские годы известного учёного — селекционера Л. К. Грабени. Рогачёвец — историк и педагог Г. Г. Фруменков. В Рогачёве родились заслуженный артист БССР В. М. Говор-Бондаренко, заслуженный деятель искусств РСФСР А. И. Гинзбург, поэт и драматург С. Я. Галкин, художник К. И. Завиша, режиссёр, актёр, педагог, народный артист БССР профессор К. М. Санников, заслуженная артистка БССР А. М. Федченко.
Рогачёвщина дала литературе более 30 знаменитых деятелей. Среди них драматург, народный писатель А. Е. Макаёнок, доктор филологических наук, профессор Ф. И. Кулешов, поэт Николай Сурначёв, член Союза писателей России М. Рассолов. Своеобразные «Болдинские осени» были на Рогачёвщине у В. Короткевича и М. Лынькова. В поэме «Зямля дзядоў» В. Короткевич описал руины замка королевы Боны; события его повести «Сівая легенда» происходят в основном, на Рогачёвщине.

## Достопримечательности
- Костёл Святого Антония Падуанского в Рогачёве
- Собор Александра Невского в Рогачёве
- «Замковая гора» — холм на котором располагался замок королевы Боны
- Памятник основанию города в центре «Замковой горы» с надписью «Отсюда есть пошёл город Рогачёв в лето 1142»
- Здание бывшей земской управы
- Дом купца Берла Беленького в Рогачёве
- Дом деда Владимира Короткевича
- Дом-музей Андрея Макаёнка в Журавичах
- Памятник сгущёнке в Рогачёве
- «Парк скамеек» около завода «Диапроектор» в Рогачёве[33]
- Рогачёвские боны
- Икона Божьей Матери четырёхручицы
- Троицкая церковь в аг. Дворец
- Храм Покрова Пресвятой Богородицы в Довске
- Три родовые усыпальницы — Грешнеров, Иолшинов, Вержейских
- Памятный крест руководителю национально-освободительного восстания 1863 года Томашу Гриневичу
- Вищинский клад. Найден в 1979 году при исследовании крепостной стены и состоит из двух частей: вещевой и денежной. Вещевая часть представлена различными серебряными женскими украшениями: колтами, подвесками, браслетами и другими предметами. Денежная часть клада состоит из серебряных гривен: 6 — киевского типа, 2 — новгородского типа, 8 целых и 2 обрубков литовского типа. Общий вес клада — около 2 килограмм. В данный момент предметы вищинского клада находятся в нумизматической экспозиции лаборатории музейного дела исторического факультета Белорусского государственного университета.

### Памятник природы, заказник
- «Белое» — заказник местного значения
- «Брусничное» — заказник местного значения
- «Дубрава» — ботанический памятник природы местного значения
- «Заозерье-Бадеево» — заказник местного значения
- «Кристопольские вековые деревья» — ботанический памятник природы местного значения
- «Пенный мох» — заказник местного значения
- «Произрастание дуба» — ботанический памятник природы местного значения
- «Святое озеро» — заказник местного значения
- «Сорваново» — заказник местного значения
- «Старинный парк» — ботанический памятник природы местного значения
- «Тумень» — заказник местного значения
- «Урочище Бритская грива» — ботанический памятник природы местного значения

### Утраченное наследие
- Рогачёвский замок
- Вищинский замок. Раннефеодальный замок, существовавший в XII—XIII веках на правом берегу Днепра между деревнями Вищин и Кистени.

## Галерея
- Троицкая церковь в аг. Дворец
- Храм Покрова Пресвятой Богородицы в Довске
- Городище древнего Рогачёва
- Вищинский клад

## СМИ
Издаётся районная газета «Свабоднае слова».